# Fürstengrab von Thomm

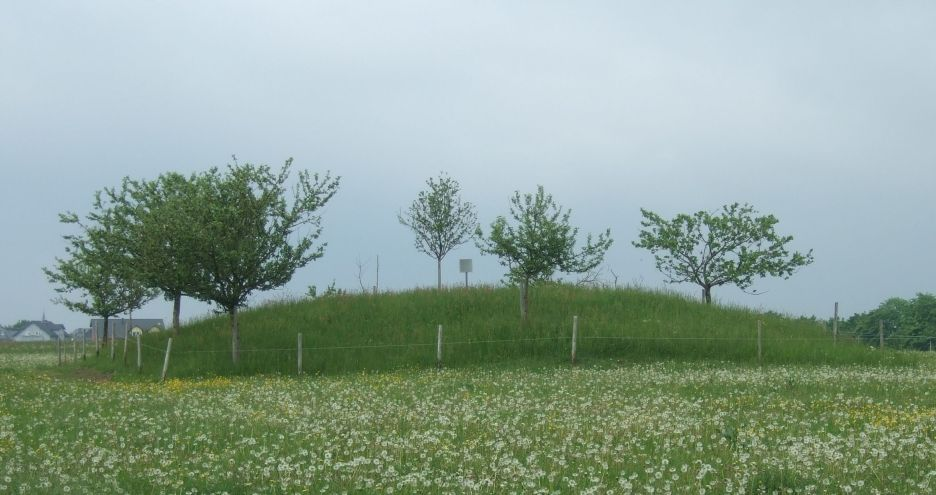
Hügelgrab bei Thomm

Das Fürstengrab von Thomm ist ein Hügelgrab bei Thomm im Landkreis Trier-Saarburg in Rheinland-Pfalz. Der Ortsname leitet sich vom Grab her (lat. tumba = Grabhügel). 
Es liegt auf einer Anhöhe, genannt „Beim Hübel“ auf 463 Meter über NHN an der Landesstraße 151 und nahe der Kreisstraße 82.
Der Durchmesser der Anlage beträgt etwa 25 Meter und die Höhe ca. 2,50 Meter.
Im Trierer Landesmuseum ist die hier gefundene, reich verzierte Gefäßkeramik zu sehen.
Unter den Funden waren:
Doppelkopfvogelfibel, Bronzeschnabelkanne, etruskisches Bronzebecken mit Herzattaschen, Bronzekessel, Gürtelhaken und Gürtelringe aus Bronze, Hiebmesser.